# Fabrizio Pelliccioni
Fabrizio Pelliccioni (13 ottobre 1976) è un ex calciatore sammarinese, di ruolo difensore.